# Der Friede sei mit dir
Der Friede sei mit dir (BWV 158) ist die kürzeste Kirchenkantate von Johann Sebastian Bach und enthält Musiknoten für einen Basssolisten. Es blieb als Kantate für den dritten Tag von Ostern erhalten, könnte jedoch ein Fragment eines Werkes sein, das ursprünglich für die Darstellung des Herrn geschrieben wurde. Angesichts dieses Hintergrunds und der Tatsache, dass es von Christian Friedrich Penzel, einem der letzten Schüler Bachs, kopiert wurde, gibt es eine große Vielfalt vorgeschlagener Kompositionsdaten. Es könnte auf Bachs Weimarer Zeit zurückgehen, obwohl ein spätes Datum wie 1735 vorgeschlagen wurde.

## Geschichte
Die einzige vorhandene Quelle der Kantate ist ein Exemplar von Christian Friedrich Penzel, das auf der Titelseite als „Reinigung“ bezeichnet wird, es bezieht sich auf das evangelische Fest der Mariä Reinigung, das am 2. Februar gefeiert wurde, es kann sich jedoch auch auf den Osterdienstag beziehen.
Bach komponierte mehrere Kantaten für die Reinigung Mariä und die Texte beziehen sich auf Simeons Canticum (Bibel) Nunc dimittis, einen Teil der vorgeschriebenen Schriftlesungen.
Aufgrund der Verweise auf die Nunc dimittis in Der Friede sei mit dir und der alternativen Titelblattbezeichnung wird allgemein angenommen, dass zumindest die beiden zentralen Sätze ursprünglich Teil einer längeren Kantate für die Reinigung Mariä waren, mit einem anderen einleitenden Rezitativ, in dem den Jüngern nicht das Osterfest Christi vor Augen geführt wird. Die Arie, die für die Flöte besser geeignet zu sein scheint als die in Penzels Abschrift angegebene Violino, wird zur Untermauerung der Hypothese angeführt, dass sie ursprünglich für einen anderen Anlass geschrieben wurde.
Joshua Rifkin hat die Daten 15. April 1727 oder 30. März 1728 für die Premiere der Osterversion vorgeschlagen. Die vorgeschriebenen Schriftlesungen für diesen Tag stammten aus der Apostelgeschichte des Lukas (Predigt von Paulus von Tarsus in Antiochia am Orontes [Apostelgeschichte 13, 26–33 ]), und aus dem Evangelium nach Lukas (Erscheinen Jesu bei den Aposteln in Jerusalem [Lukas 24:36–47 ]). Der Librettist ist unbekannt, könnte aber Salomon Franck gewesen sein, der Hymnen von Johann Georg Albini dem Jüngeren und Martin Luther zitiert.

## Besetzung und Aufbau
Die Kantate ist für Sopran-solisten und Bass-Solisten, einen vierstimmigen Chor, einer Oboe, einer Violine und den Generalbass besetzt.
Da keine vollständige Kopie des Werkes erhalten ist, ist es möglich, dass er ursprünglich mehr als die vier bekannten Sätze enthielt. Insbesondere wird angenommen, dass eine andere Arie dem letzten Satz vorausgegangen ist.
1. Rezitativ (Bass): Der Friede sei mit dir
2. Arie (Bass) und Choral (Sopran): Welt, ade, ich bin dein müde
3. Rezitativ und Arioso (Bass): Nun, Herr, regiere meinen Sinn
4. Choral: Hier ist das rechte Osterlamm.

## Musik
Beide Rezitative sind „geschmeidig“ und als Secco-Rezitativ geschrieben. Der zweite Satz ist „eine Verschmelzung einer wohlklingenden Arie in Form einer Triosonate“ für Bass, Violine und Generalbass mit dazwischenliegenden Noten aus dem von Sopran und Oboe gespielten Choral. Es handelt sich formal um eine Da-capo-Arie, die durch ein Ritornell mit 18 Takten eingeleitet wird. Das Werk endet mit einer vierteiligen Harmonisierung des Chors.

## Aufnahmen
- Chor der St. Hedwigs-Kathedrale Berlin / Berliner Philharmoniker, Karl Forster. Bach: Cantatas, Arias & Chorales. EMI Classics, 1958
- Monteverdi Choir, Leonhardt-Consort, Jürgen Jürgens. J.S. Bach: Kantaten · Cantatas Nr. 27, Nr. 118, Nr. 158, Nr. 59. Telefunken, 1966
- Gächinger Kantorei Stuttgart / Bach-Collegium Stuttgart, Helmuth Rilling. J.S. Bach: Solokantaten. Cantate, 1969
- Amsterdam Baroque Orchestra & Choir, Ton Koopman. J.S. Bach: Complete Cantatas Vol. 21. Josef Loibl, 1984
- Thomanerchor / La Stagione, Michael Schneider. Bach: Kantaten · Cantatas BWV 82, BWV 158, BWV 56. Capriccio, 2006
- Ryō Terakado, il Gardellino, Dominik Wörner. Passacaille Bach Cantatas for Bass BWV 82/158/56/203, Passacaille 2013.
- Solo-Kantaten für Bass BWV 82, BWV 158, BWV 56, Arien aus BWV 20, BWV 26, BWV 101 mit Dominik Wörner, Zefiro, Alfredo Bernardini. Arcana 2019.